# Нял
Нял — железнодорожная станция (тип населённого пункта) в Кольском районе Мурманской области. Входит в сельское поселение Тулома.
Раньше железнодорожная станция Нял была узловой. На станции Нял начиналась железная дорога Нял — Заозёрск.

## Население
| 2002 | 2010 |
| ---- | ---- |
| 52   | ↘7   |

Численность населения, проживающего на территории населённого пункта, по данным Всероссийской переписи населения 2010 года составляет 7 человек, из них 2 мужчины (28,6 %) и 5 женщин (71,4 %).
В 2015 году посёлок расселён — жители переселены в Пяйве.
Пригородный поезд Мурманск-Нял отменён